# كارلوس هومبيرتو غونزاليس
كارلوس هومبيرتو غونزاليس (بالإسبانية: Carlos Humberto González) (11 مارس 1977 بغوادالاخارا في المكسيك - ) هو لاعب كرة قدم مكسيكي في مركز الدفاع. لعب مع نادي أطلس ونادي أونيفرسيداد ناسيونال ونادي تيكوس وPumas Morelos ‏ ونادي موريليا الرياضي.

## وصلات خارجية
- كارلوس هومبيرتو غونزاليس على موقع قاعدة بيانات كرة القدم.إي يو (الإنجليزية)